# 1326
| 1326               |
| ------------------ |
| Dødsfald - Fødsler |
| • Begivenheder     |

| Gregoriansk kalender | 1326 MCCCXXVI           |
| Ab urbe condita      | 2079                    |
| Armensk kalender     | 775 ԹՎ ՉՀԵ              |
| Kinesiske kalender   | 4022 – 4023 乙丑 – 丙寅 |
| Etiopisk kalender    | 1318 – 1319             |
| Jødisk kalender      | 5086 – 5087             |
| Hindukalendere       |                         |
| - Vikram Samvat      | 1381 – 1382             |
| - Shaka Samvat       | 1248 – 1249             |
| - Kali Yuga          | 4427 – 4428             |
| Iransk kalender      | 704 – 705               |
| Islamisk kalender    | 726 – 727               |

Konge i Danmark:  Christoffer 2. 1320-1326 og Valdemar 3. 1326-1329

## Begivenheder
- 3. juni - Norge og Kijevriget underskriver Novgorod-traktaten, der regulerer grænsen mellem de to lande og derved retten til at beskatte den lokale befolkning i Finnmark.
- Christoffer 2. fordrives og Valdemar 3. bliver konge med Grev Gert (Den kullede Greve) som formynder. Denne får titel som rigsforstander og holsteinervældet indledes.
- Skive får købstadsrettigheder.